# Georges Boillot

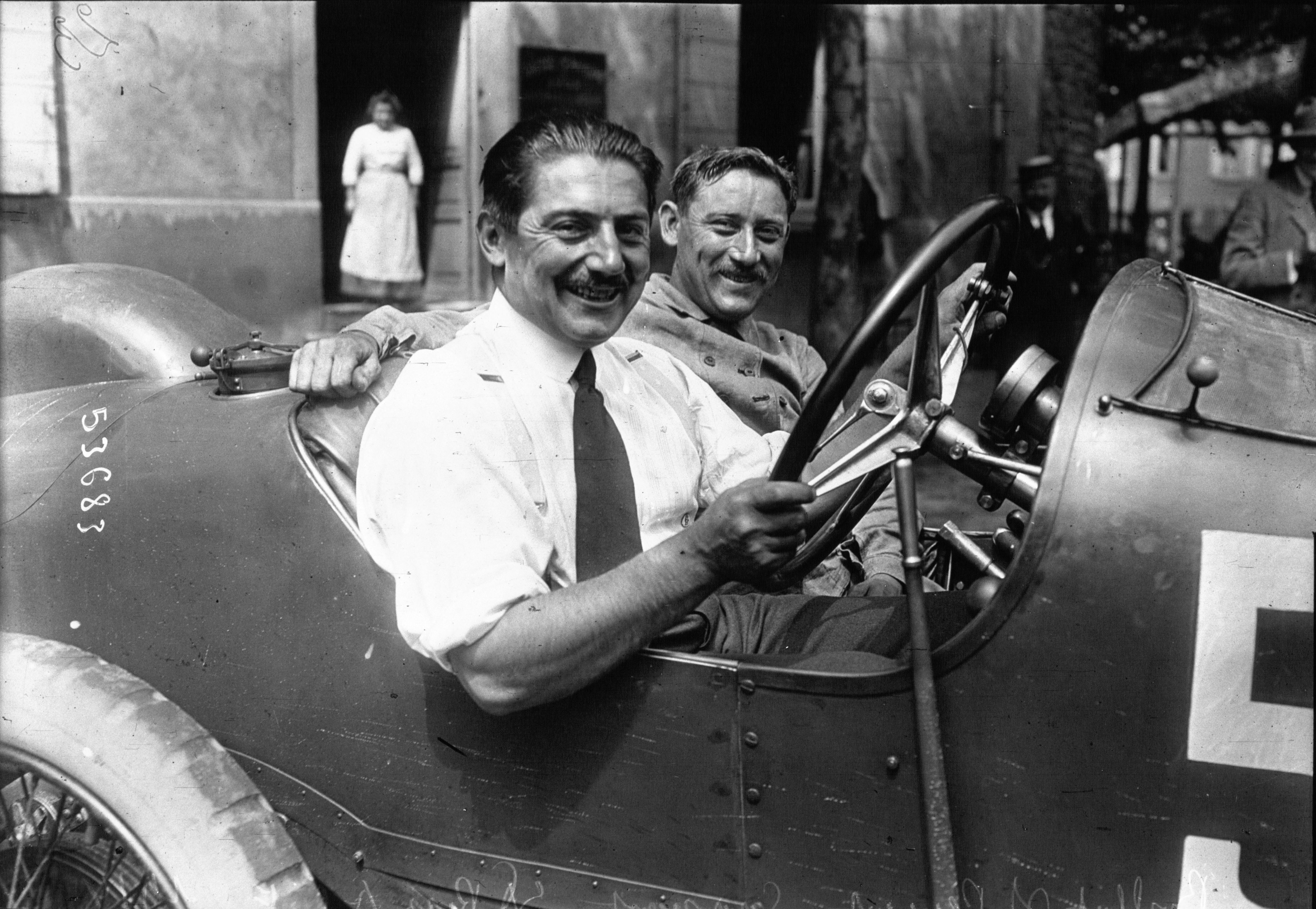
Georges Boillot beim Großen Preis von Frankreich 1914

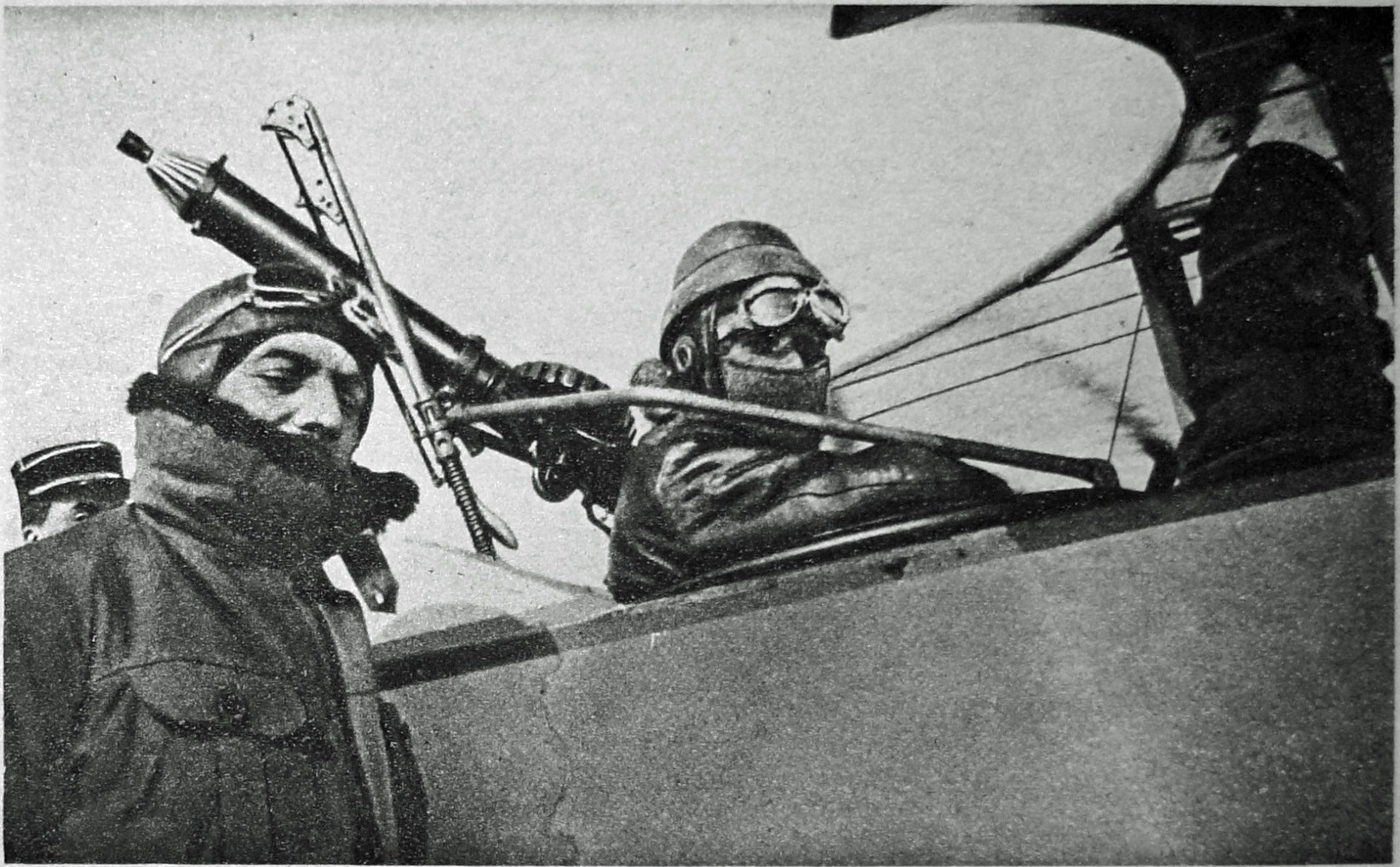
Georges Boillot 1916 neben seinem Kampfflugzeug

Georges Louis Frédéric Boillot (* 3. August 1884 in Valentigney; † 20. Mai 1916 in Vadelaincourt) war ein französischer Autorennfahrer und Jagdflieger im Ersten Weltkrieg. 

## Karriere als Rennfahrer
Georges Boillot war der populärste französische Autorennfahrer vor dem Ersten Weltkrieg, als Kampfflieger wurde er zum Kriegshelden. Er machte in den 1910er-Jahren bei Lion-Peugeot eine Ausbildung zum Mechaniker, stieg 1909 zum Rennfahrer auf und gab sein Debüt bei der Coupe de l’Auto in Rambouillet. Dass Rennfahrer gleichzeitig Mechaniker waren und umgekehrt, war in dieser frühen Phase des Motorsports nicht unüblich. Noch vor der Gesamtfusion von Lion-Peugeot mit Automobiles Peugeot zur Société des Automobiles et Cycles Peugeot wurden im Frühjahr 1910 die Rennaktivitäten zusammengelegt. Dadurch erhielt Peugeot die Verfügung über die Voiturette-Rennwagen von Lion-Peugeot und Georges Boillot kam ins Team zu Giosuè Giuppone und Jules Goux. Eine erste Probe seines fahrerischen Talents gab er bei der Targa Florio 1910. Peugeot startete mit drei Fahrzeugen in der Voiturette-Klasse, die durch eine Absurdität des Veranstalters, der hubraummächtige Fahrzeuge bevorteilte, nicht zur Gesamtwertung zählte. Diese Anomalie führte dazu, dass das schnellste Auto nicht das Rennen gewann. Boillot benötigte in seinem 2-Liter-Peugeot für die 297,646 km lange Renndistanz 5 Stunden und 20 Minuten und war im Ziel um 1 Stunde schneller als der Gesamtsieger Franco Cariolato im schweren Franco 35/50HP. Auch Giosuè Giuppone und Jules Goux kamen vor Franco Cariolato ins Ziel. Einen Gesamtsieg bei der Targa Florio schaffte sein jüngerer Bruder André neun Jahre später im Peugeot L25.
Georges Boillot drängte es in den Grand-Prix-Sport, weg von den Voiturette-Wagen, die er oft abfällig als Karren bezeichnete. Nach einigem Hin und Her stimmte die Peugeot-Eigentümerfamilie zu, eine unabhängige Rennabteilung zuzulassen. Federführend dabei waren die von Hispano-Suiza abgeworbenen Ingenieure Paolo Zuccarelli und Ernest Henry sowie die Fahrer Jules Goux und Georges Boillot. Ergebnis der Aufbauarbeit des Quartetts, firmenintern als Les Charlatans bezeichnet, war der Peugeot L-76, mit dem ersten eigens entwickelten Rennmotor der Motorsportgeschichte. Eingeführt wurde die Vierventiltechnik mit Zwangssteuerung, halbkugelförmige Brennräume und eine doppelte obenliegende Nockenwelle. Boillot gewann mit dem Fahrzeug den prestigeträchtigen Großer Preis von Frankreich 1912. Diesen Triumph wiederholte er ein Jahr später, diesmal auf dem Circuit de Picardie bei Amiens. 
Einen möglich Sieg beim 500-Meilen-Rennen von Indianapolis 1914 verhinderte eine Serie von Reifenschäden und beim Großen Preis von Frankreich dieses Jahres musste er sich den überlegenen Mercedes 18/100 Grand Prix beugen. Bis eine Runde vor Schluss des Rennens auf dem Circuit de Lyon kämpfte er mit einem sich in seine Bestandteile auflösenden Peugeot L-45 um den Rennsieg, ehe ein Motorschaden den „weidwunden“ Wagen aus dem Rennen nahm und zur Bestürzung des Publikums die Daimler-Motoren-Gesellschaft mit Christian Lautenschlager an der Spitze einen Dreifachsieg einfuhr.

## Flieger im Ersten Weltkrieg
Einen Monat nach Kriegsbeginn trat er als Freiwilliger in die Französische Armee ein. Erst war er Fahrer von Marschall Joseph Joffre, dem Oberbefehlshaber der Armee. Frustriert von dieser Tätigkeit machte er eine Ausbildung zum Kampfflieger und wurde rasch einer der besten französischen Kampfpiloten und erhielt für seine Tapferkeit den Croix de guerre. Sechs Wochen nach seiner Aufnahme in die Légion d’honneur wurde er am 19. Mai 1916 bei einem Luftkampf gegen fünf Fokker über Bar-le-Duc abgeschossen und erlag seinen Verletzungen am Morgen danach in einem Militärkrankenhaus in Vadelaincourt.

## Familie
Georges Boillot war der Sohn von Louis Boillot und dessen Frau Catherine Jeanperain. In seiner Jugend bestritt er Radrennen und unterstützte später seinen jüngeren Bruder André bei dessen Start in die Rennsport. Sein Enkel Jean Boillot war Präsident von Peugeot und Vorstandsvorsitzender der Groupe PSA. Zahlreiche Straßen und Plätze in Frankreich tragen seinen Namen und von 1921 bis 1928 wurde die nach ihm benannte Coupe Georges Boillot ausgetragen.

## Galerie

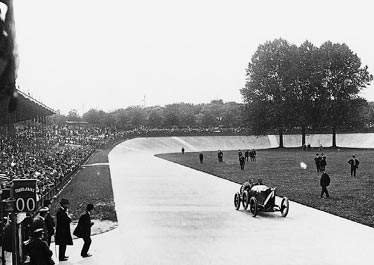
Georges Boillot gewinnt den Großen Preis von Frankreich 1912
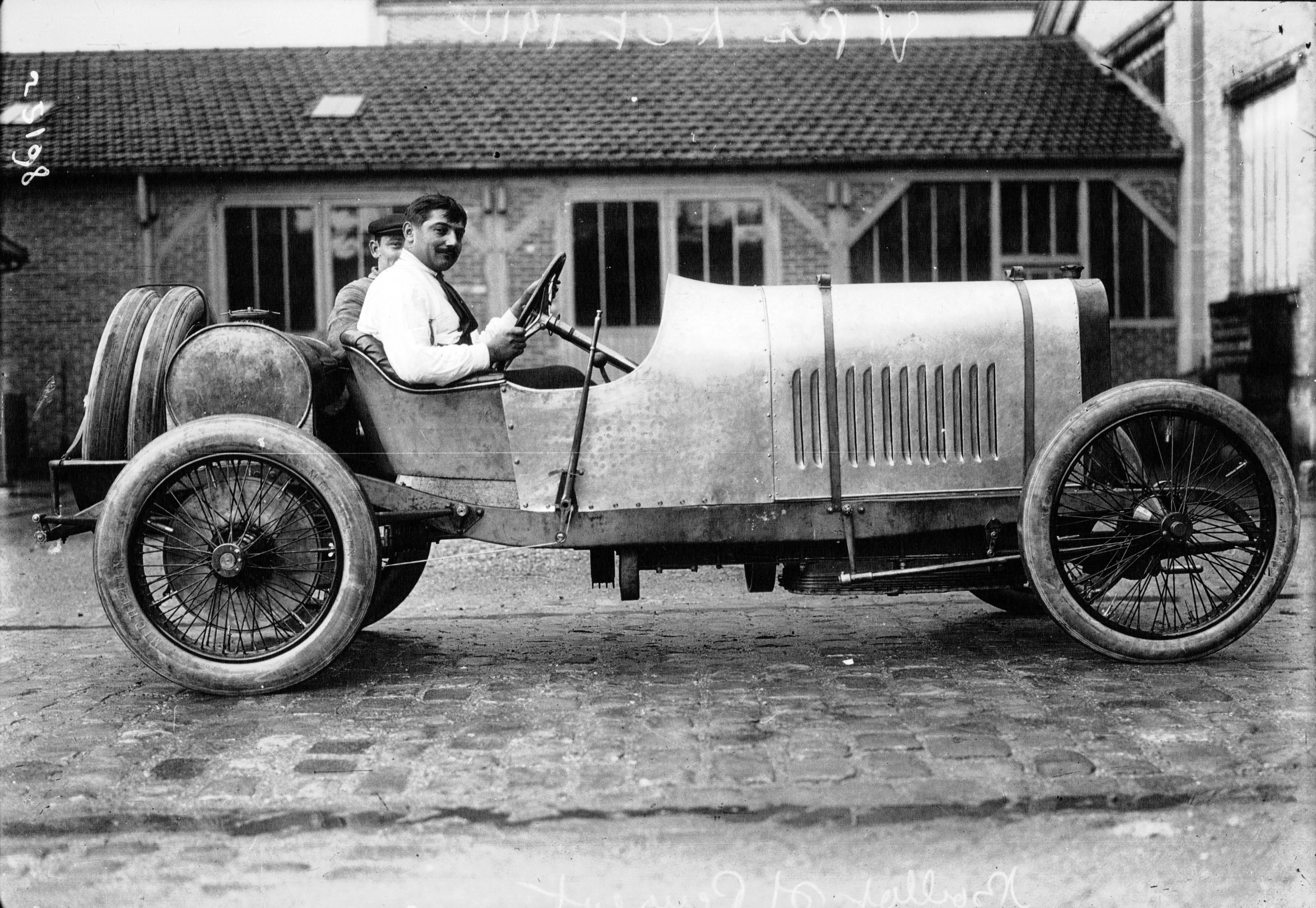
Im Peugeot L-76 1912
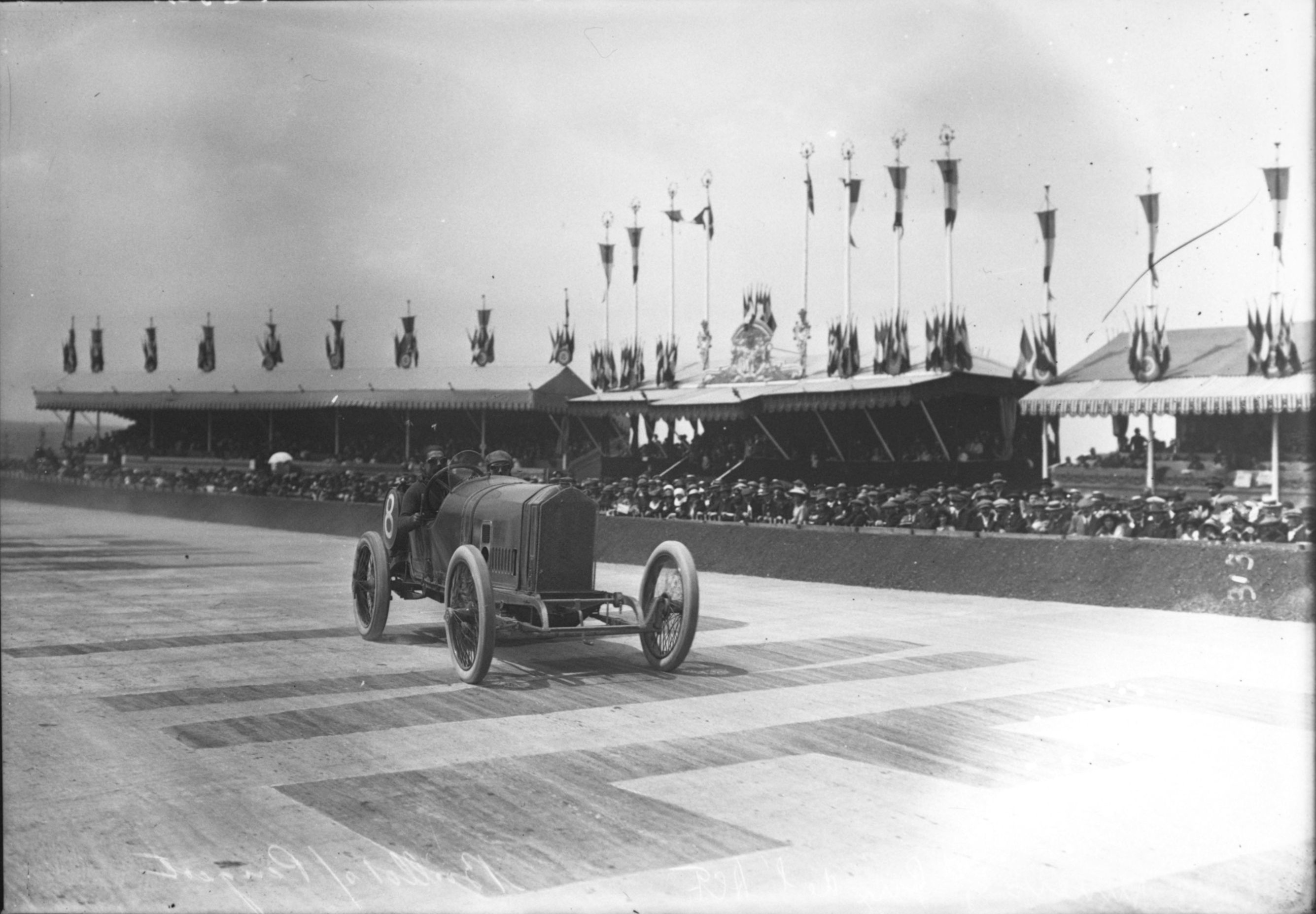
Bei seiner Siegesfahrt ein Jahr später
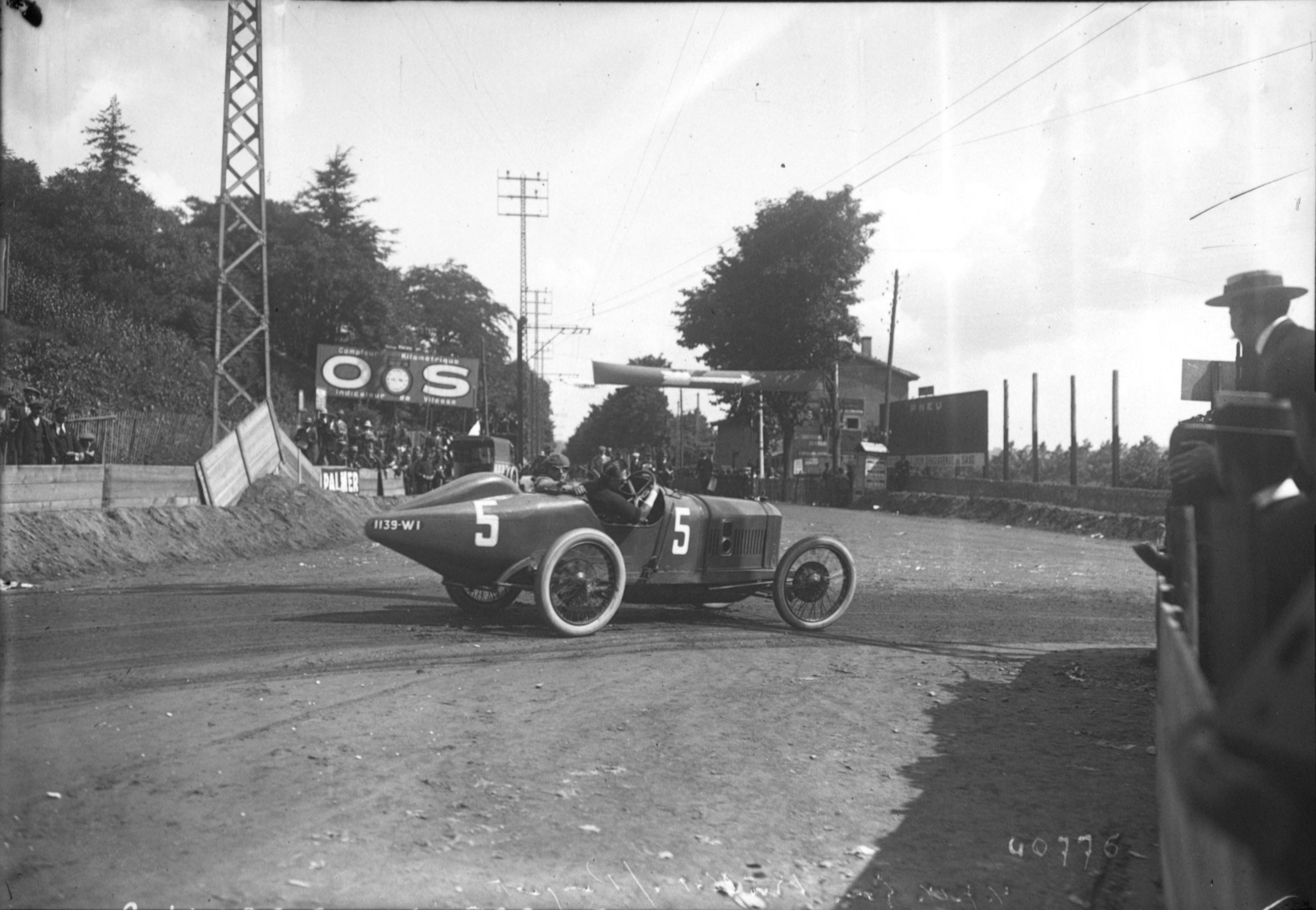
Bei seiner heroischen Fahrt, beim Großen Preis von Frankreich 1914
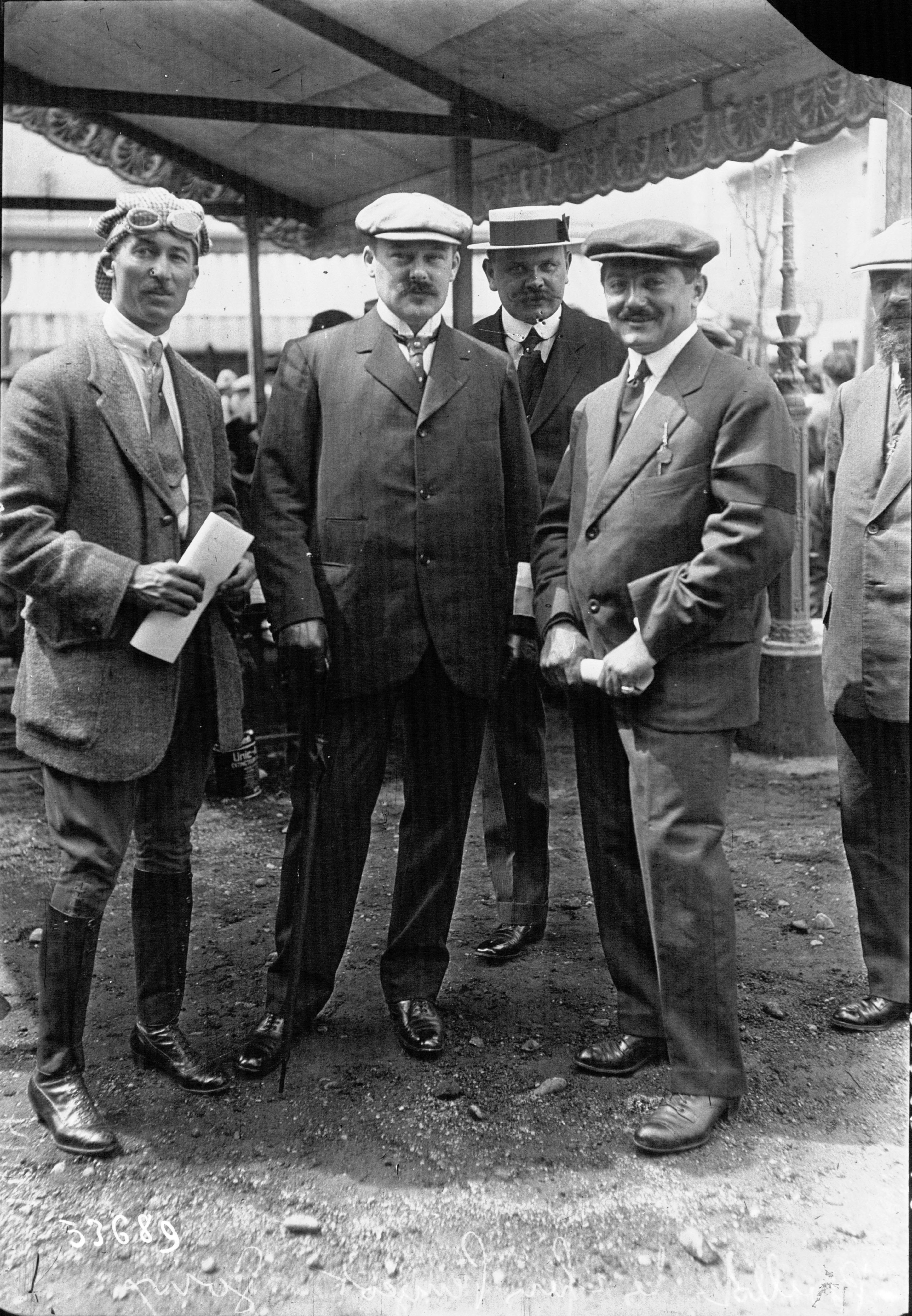
Mit Robert Peugeot und Jules Goux 1914
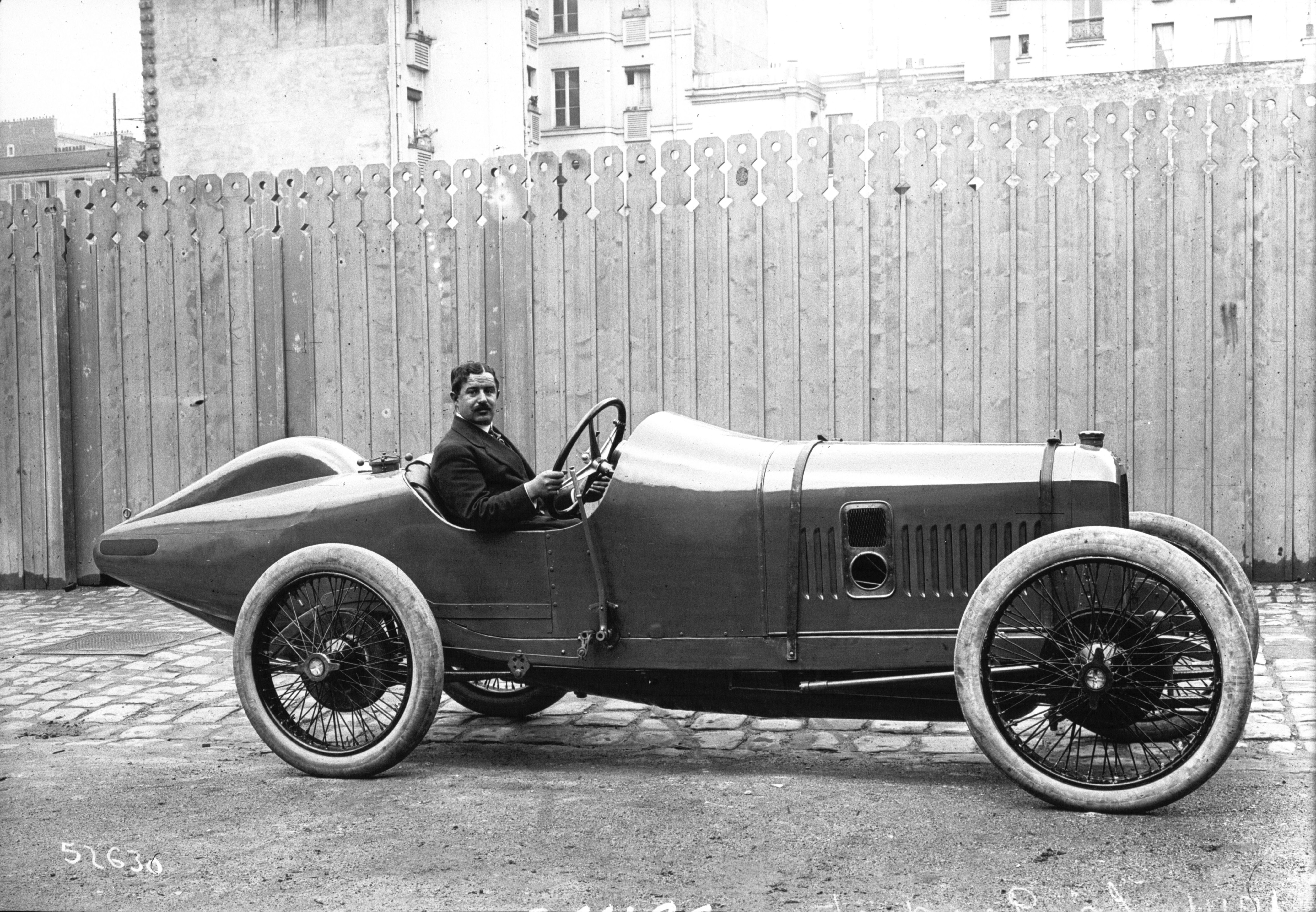
1914 in Indianapolis
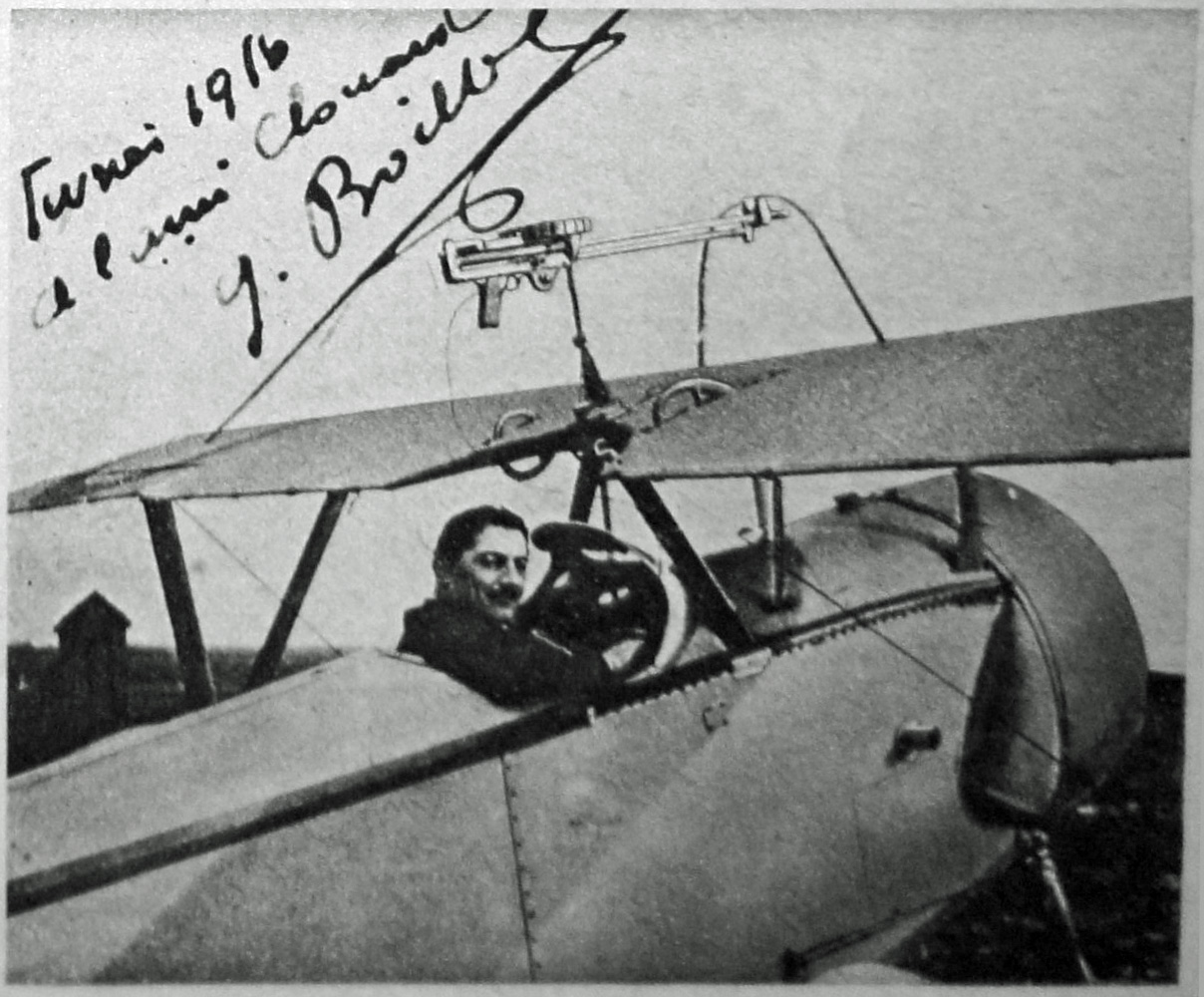
In seinem Kampfflugzeug 1916